# 唇角捲管螺
唇角捲管螺（学名：Clavus canicularis）为捲管螺科角捲管螺屬下的一个种。